# Max Jammer
Max Jammer, nato Moshe Jammer (Berlino, 13 aprile 1915 – Gerusalemme, 18 dicembre 2010), è stato un fisico, docente e storico della scienza israeliano.

## Biografia
Nato a Berlino nel 1915, dopo aver studiato fisica, matematica e filosofia all'Università di Vienna, nel 1942 Moshe Jammer conseguì il Ph.D. in fisica sperimentale all'Università Ebraica di Gerusalemme dove, terminata la guerra, alla quale partecipò arruolandosi nell'esercito britannico, tornò come insegnante di storia e filosofia della scienza.
Nel 1952, trasferitosi negli Stati Uniti, Jammer insegnò all'Università di Harvard, a Princeton ove ebbe modo di conoscere Albert Einstein (che proseguiva le sue ricerche nell'Institute for Advanced Study) e all'Università dell'Oklahoma.
Nel 1956, tornato in Israele, insegnò nella Università Bar-Ilan di Tel-Aviv della quale divenne poi rettore e presidente.
Nei suoi testi, tradotti in varie lingue e più volte ristampati, Jammer delineò l'evoluzione storica, dall'antichità agli sviluppi contemporanei, di concetti basilari della fisica, quali spazio, forza, massa e tempo, analizzati, oltre che nel loro aspetto più propriamente scientifico, anche nelle corrispondenti concezioni filosofiche. 
Tra i vari premi e riconoscimenti ricevuti, possiamo citare il Pais Prize in storia della fisica, assegnatogli nel 2007, dalla American Physical Society e dall'American Institute of Physics, «per i suoi innovativi studi storici sui concetti fondamentali della fisica, incluso il resoconto completo dello sviluppo della meccanica quantistica».
Morì a Gerusalemme, a novantacinque anni, nel 2010.

## Opere
- The history of science; an introduction to the study of the historical development of scientific thought, Jerusalem, Kiryat Sepher, 1950.
- Concepts of space. The history of theories of space in physics, Cambridge, Harvard university press, 1954.
- Concept of force. A study in the foundations of dynamics, Cambridge, Harvard University Press, 1957.
- Concepts of mass in classical and modern physics, Cambridge, Harvard University press, 1961.
- The conceptual development of quantum mechanics, New York, McGraw-Hill Book Company, 1966.
- Einstein and religion. Physics and theology, Princeton, Princeton University Press, 1999.
- Concepts of mass in contemporary physics and philosophy. Princeton, N.J., Princeton University Press, 2000.
- Energy, in: Donald Borchert (Editor): Encyclopedia of Philosophy, Vol. 3, Thomson Gale, 2nd. Edition, 2005.
- Concepts of simultaneity from antiquity to Einstein and beyond, Baltimore, Md. Johns Hopkins University Press, 2006.
- "Concepts of Time in Physics: A Synopsis", in Physics in Perspective, Volume 9, Issue 3, pp. 266-280, 2007.

### Edizioni in lingua italiana
- Storia del concetto di spazio, con una premessa di Albert Einstein, Milano, Feltrinelli, 1963. 4ª edizione: Feltrinelli, 1981.
- Storia del concetto di forza. Studio sulle fondazioni della dinamica, Milano, Feltrinelli, 1971. 2ª edizione: Feltrinelli, 1979.
- Storia del concetto di massa nella fisica classica e moderna, Milano, Feltrinelli, 1974. 2ª edizione: Feltrinelli, 1980.

### Prefazioni
- Ludwik Kostro e Nicola Russo, Einstein e l'etere. Relatività e teoria del campo unificato, prefazione di Max Jammer, Bari, Edizioni Dedalo, 2001. ISBN 88-220-6238-8.